# Cinque giorni una estate
Cinque giorni una estate (Five Days One Summer) è un film del 1982 diretto dal pluripremiato cineasta hollywoodiano di origini austriache Fred Zinnemann, qui alla sua ultima fatica registica.
Il film è incentrato su un dramma amoroso che si consuma nello scenario delle Alpi svizzere.

## Trama
1932. Douglas, un cinquantenne e aitante medico scozzese, e Kate, una dinamica fanciulla, raggiungono una baita solitaria circondata dalle maestose montagne dell'Engadina, ideale campo base alpinistico. L'obiettivo della coppia, i cui componenti si dichiarano marito e moglie, è quello di compiere una vacanza ricca di escursioni e scalate alpinistiche. Li accompagnerà una guida locale, il giovane maestro di scuola Johann, che ben presto subisce il fascino di lei, conquistandone la fiducia fino a farsi rivelare che la vacanza è in realtà una fuga extraconiugale: Douglas è, infatti, sposato da anni, mentre Kate è sua nipote.
L'alpinismo, con la sua bellezza, i suoi pericoli e la vita a stretto contatto, trasforma il rapporto in un triangolo di crescente tensione: rimasti soli a conquistare la vetta più impegnativa, la guida esce allo scoperto col medico, rinfacciandogli l'immoralità del rapporto con la giovane: scatta il litigio. I due, ormai rivali, rinviano la resa dei conti, ma nella successiva discesa è un incidente a causare la morte della guida. Kate ha nel frattempo già maturato l'idea di troncare la sua poco ortodossa relazione. Il funerale di Johann e la partenza di Kate lasceranno Douglas solo nello sperduto villaggio di montagna.

## Critica
Il film è considerato una delle migliori rappresentazioni cinematografiche non documentaristiche dell'alpinismo e della montagna, quest'ultima immortalata da una magistrale fotografia. Da altre voci critiche è stato giudicato di scarso approfondimento psicologico, con i personaggi che passano in secondo piano rispetto all'ambientazione.